# Дем'янчук Віталій Анатолійович
Віта́лій Анато́лійович Дем'янчу́к — доктор педагогічних наук, професор.

## З життєпису
Ректор університету, Доктор педагогічних наук, професор. Професор кафедри кримінально-правових та адміністративно-правових дисциплін. Академік. ААПН, Академік Академії адміністративно-правових наук, член-кореспондент Академії економічних наук України